# Climball
Climball je interaktivní hra na horolezecké stěně, která využívá moderní technologie. Tato hra vznikla skloubením několika her dohromady a to zejména hry pong, pinball, hokej, lezení po horolezecké stěně a další. Stejně jako pong je climball tenisová hra pro dva hráče. Cílem hry je získat co nejvíce bodů. Bod hráč získá tak, že dostane míč za krajní stranu protihráče. Horní a dolní strana míč odráží.

## Název climball
Climball vzniklo spojením anglického slova climbing (tj. horolezectví) a anglického slova ball (tj. míč).

## Česko
První a zatím jediný climball byl v Česku otevřen 1. května 2017 v Mostě.